# Phasicnecus subcroceus
Phasicnecus subcroceus is een vlinder uit de familie van de Eupterotidae. De wetenschappelijke naam van de soort is voor het eerst geldig gepubliceerd in 1903 door Distant.